# Gaurax paradoxopyga
Gaurax paradoxopyga är en tvåvingeart som beskrevs av Nartshuk 1968. Gaurax paradoxopyga ingår i släktet Gaurax och familjen fritflugor. Inga underarter finns listade i Catalogue of Life.